# (647) Adelgunde
Pour les articles homonymes, voir Adelgunde.
(647) Adelgunde est un astéroïde de la ceinture principale découvert le 11 septembre 1907 par l'astronome allemand August Kopff. Sa désignation provisoire était 1907 AD.